# La Celle-Guenand

La Celle-Guenand este o comună în departamentul Indre-et-Loire, Franța. În 1 ianuarie 2022 avea o populație de 381 de locuitori.